# Distretto di Motosu
Il distretto di Motosu (本巣郡, Motosu-gun?) è uno dei distretti della prefettura di Gifu, in Giappone.
Attualmente fa parte del distretto solo il comune di Kitagata.
| Controllo di autorità | VIAF (EN) 259630624 · NDL (EN, JA) 00400973 |